# Рух Клодія
Рух Клодія — останній демократичний виступ римських  популярів, названий за іменем його головного натхненника і керівника Публія Клодія Пульхра (бл. 92-52 рр. до Р. Х.), вихідця з давнього патриціанського роду Клавдіїв, учасника третьої Мітридатової війни (74-64 рр.). Потім, після повернення з армії, Клодій, як і багато його сучасників, зайнявся політикою.

## Характеристика руху
Не можна вважати рух Клодія революційним, як вважає це Едуард Меєр, бо за своїми цілями він був далеким від корінних соціально-політичних перетворень, характерних для революції. Клодій ставився до рабів, ймовірно, сміливіше, ніж його попередники, залучав їх до політичної боротьби, але це було лише засобом, дійсно крайнім (extremum auxilium), як каже Цезар про подібний метод боротьби.
Не можна розглядати ні оптиматів, ні популярів як політичні партії (особливо в сучасному сенсі слова). Та це аж ніяк не означає, що в Рим не існувало демократичних діячів і демократичного руху. Широкі верстви сільського, а потім і міського плебсу були тим величезним резервуаром, тим живильним середовищем, звідки римська демократія черпала свої сили. Правда, склад римських демократичних верств, особливо в епоху пізньої республіки, був вельми строкатим і навіть внутрішньо суперечливим, але це вже інше питання. Популярами ж слід вважати тих політичних діячів (до речі, вони часто були вихідцями з найвищих верств римського суспільства), які в своїй боротьбі проти сенатської олігархії намагалися спертися на ці широкі, але, як показав досвід, малоорганізовані верстви населення.
Рух Клодія носив міський характер і користувався підтримкою населення. Основу його складали міські низи, раби, ліберти і міська біднота, почасти з «рабським корінням». Важливим фактором руху були його бойові загони, створені на основі відновлених колегій, які все більше і більше визначали політику свого лідера. Клодій явно не мав «господаря» — для цього він був надто сильним і некерованим, але у нього були союзники, причому, одіозність і непередбачуваність лідера популярів робили ці союзи вельми короткочасними.
Тому говорячи про Клодія та його рух, ми маємо достатні підстави вважати цей рух демократичним, а самого Клодія — одним з вождів римської демократії, одним з видних популярів.

## Історична постать Публія Клодія Пульхра
На ряду з Катіліною, Клодій є ще одним досить переконливим прикладом того, як репутація політичного діяча і очоленого ним руху, що збереглася у віках, може виявитися повністю залежною від заклятого ворога. До того ж, як і у випадку з Катіліною, цим ворогом знову був Цицерон. Цього разу він взагалі єдиний сучасник і свідок подій, тому усі інші (і пізніші) автори, що так чи інакше згадують про рух Клодія, навряд чи вільні від впливу його оцінок і характеристик.
Портрет Клодія був би обкреслений неповністю, якби ми не згадали приписувану йому політичну і, так би мовити, цивільну безпринципність. Одне з перших подібних звинувачень стосується того, що на самому початку своєї військової і політичної кар'єри, знаходячись в армії під керівництвом власного зятя Лукулла, він готував проти нього мало не повстання. Його звинувачували і в тому, що, виступивши спочатку обвинувачем Катіліни, він потім був ним підкуплений і різко змінив свою позицію (хоча в змові, мабуть, не брав участі). Безпринципним і навіть протизаконним вважався його перехід до стану плебеїв, і, нарешті, глибоке обурення викликали його зв'язки з рабами, формування з них спеціальних загонів, опора на них — тобто те, від чого з обуренням відмовлявся навіть Катіліна.
Так, Плутарх, розповідаючи у біографії Лукулла про поведінку Клодія в армії свого зятя, вважав його людиною «зухвалою і сповненою зарозумілості», проте не можна обійти той факт, що Клодій користувався репутацією «товариша солдатів». Можна, звичайно, інакше поставитися і до питання про зв'язки Клодія з Катіліною, тим більш, що звинувачення в підкупі було, взагалі кажучи, звинуваченням стандартним, а в даному випадку ніяк не доведеним. Проте, мабуть, найбільш симптоматичний інший випадок — горезвісна «справа Клодія». Це була не тільки скандальна подія з хроніки великосвітського життя Риму, як те намагаються іноді зображувати, а й з самого початку — справа, яка набула яскраво вираженого політичного забарвлення.
Спочатку він багато в чому підтримував Цицерона, і навіть був одним з обвинувачів у справі про катілінаріїв, але дуже скоро перейшов на сторону захисту (тим самим зблизившись з Цезарем) і, мабуть, саме з цим пов'язане помітне охолодження у стосунках з оратором. Це проявилося вже в 62р., коли Цицерон дав вкрай несприятливі для Клодія свідчення. Йдеться про звинувачення у святотатстві, коли Клодій таємно проник на церемонію присвячену Бона Деа, що проводилася в будинку Цезаря (колишнім великим понтифіком), нібито з метою спокусити його дружину. Справа з релігійної перетворилося на політичну, тому що обвинувачами виступили сенатські кола, а захисниками — народні трибуни. Цезар, який був найбільш постраждалою стороною, повівся досить дивно, розлучившись з дружиною і заявив, що йому нічого невідомо стосовно цієї справі. На питання ж суддів про причини розлучення відповідав однією з приписуваних йому «історичних фраз», що нібито, дружина Цезаря має бути вища навіть підозр. Це, і ряд інших фактів, дають підставу припускати, що вже в цей час Клодій мав досить значний вплив серед широких верств населення, тож було вигідніше мати його  союзником, ніж ворогом. Це добре видно на прикладі Цицерона, з яким Клодій з того часу не переставав ворогувати.
Ставлення до Клодія дуже різняться. Т. Моммзен вважав його агентом Цезаря, безпринципним демагогом та анархістом. Цей образ розвивався як в сторону політика, що працює на «господаря» (Красс, тріумвіри або, найчастіше, Цезар), так і в бік демагога, авантюриста і лідера міської більшості. Висловлювалися думки, що Клодій був агентом Цезаря, але вийшов з-під його контролю. Разом з тим (особливо в сучасній історіографії) існує думка про самостійність Клодія. Так, С. І. Ковальов вбачав у Клодії лідера міського плебсу і вважав Цезаря його союзником, а не «господарем». С. Л. Утченко вважав рух Клодія останнім серйозним рухом демократичних верств суспільства, а його самого — гідним продовжувачем традицій «великих популярів».
Нарешті, Р. В. Лапиренок вважає, що союз Клодія і тріумвірів був можливий тільки на ранніх етапах його діяльності, після чого трибун став повністю самостійною силою.

## Передумови трибунату
Клодій вже у той час мав досить певну репутацію як представник антисенатських кругів і як улюбленець «народу». Цезар, який, особливо напередодні консульських виборів претендував на роль вождя демократичних верств населення, очевидно, не міг не зважати на подібну репутацію Клодія. У будь-якому разі, Плутарх і Аппіан  знаходять таке пояснення позиції Цезаря цілком достовірним.
Незабаром після свого процесу Клодій у зв'язку з наміром добитися трибунату робить спробу перейти в стан плебеїв. 59 р. до Р. Х. Публій переходить із патриціїв у плебеї: його усиновив плебей Фонтей. Цезар, як великий понтифік, його підтримав і згодом надав підтримку на виборах до народних трибунів.
Встановивши стосунки з тріумвірами, Клодій підтримував і свої зв'язки з оптиматами, а також зі своїм братом, Аппієм Клавдієм. Побувавши квестором в Сицилії, був вибраний останніми для приборкання сенату і усунення Цицерона.
В 61 р. до Р. Х. Публія було обрано квестором, але очевидно, що трибунат був більш нагідною посадою, щоб створити опору для подальшого політичного росту.

## Трибунат Клодія і його реформи
10 грудня 59 р. до Р. Х. Клодій вступає на посаду народного трибуна, а вже 3 січня 58 р. до Р. Х. на народних зборах голосувалися per saturam чотири його закони. За першим законом відмінялася оплата за хліб, який щомісячно роздавався малозаможному міському населенню (за словами Цицерона, виконання цього закону забирало у держави 20 % прибутків). За другим законом скасовувався lex Aelia Fufia і вищим магістратам заборонялося у дні засідання коміцій спостерігати за небесними знаменами, бо оптимати інколи намагалися оголосити невигідні для них закони недійсними. Третій закон відновлював квартальні колегії (collegia compitalia), що були політичними клубами, закритими сенатом під час боротьби з Катіліною. І нарешті, четвертий закон обмежував владу цензорів при складанні сенатських списків, чим схвалив деяких сенаторів на свій бік.
Другий закон захищав законодавця від спроб оптиматів перешкоджати на підставі релігійних заборон проведенню демократичних законів. Четвертий закон мав на увазі аристократів, які перебували з тих чи інших причин в опозиції до сенаторської більшості, яким загрожувало виключення з сенатських списків за довільним рішенням цензорів-оптиматів. Перший і третій закони були проведені в інтересах міського плебсу. Про побутові умови останнього нам мало чого відомо. Достовірно можна стверджувати лише, що життєвий рівень римського пролетаріату був надзвичайно низьким, а приплив цінностей спричинив погіршення становища нижчих верств населення. Безкоштовна роздача хліба мала для плебсу істотне значення. У коментарях до промови проти Пізона, Асконій характеризує цей закон як демократичний summa popularis.
Третій закон, який стосувався квартальних колегій, стимулював підвищення політичної активності плебсу. Відновлені були не лише старі колегії, а й відкриті нові. Про їхній склад зневажливо відгукується Цицерон, який стверджує, що в них зібрались міські покидьки і навіть раби.
Закони Клодія сприяли його популярності, що дозволило запропонувати новий закон, направлений спеціально проти Цицерона; на коміціях він був поставлений в загальній формі: «Хто (без суду) убив римського громадянина, позбавляється води і вогню» («qui ciuem Romanum intermissit, ei aqua et igni interdiceretur»). Закон Клодія ніби розвивав і доповнював leges de prouocatione, ранній з яких приписувався Валерію Публіколі, а останній — одному з найбільш послідовних популярів — Гаю Гракху. Закон цей, в принципі, направлений був проти сенату.
Клодій пішов далі: ним були створені загони, опираючись на які він міг проводити свої заходи і погрожувати противникам. Цицерон інколи говорить про так звані «війська Клодія». Він називає їх manus і навіть exercitus. Загонами вочевидь керували ті, хто перебував у клієнтурі Клодія; патронатно-клієнтські зв'язки таким чином виступали основою для нових політичних об'єднань. Загони були озброєні і часом пускали в хід мечі та камні. Цицерон говорить про «кинжальщиків» (sicarii), «озброєних людей» (armates homines). Тих, хто входили до загону і отримували нагороду, Цицерон називає найманцями (mercenarii) . У загонах були різні категорії населення, яких Цицерон називає «покидьками» (faex): можливо це були ремісники, серед яких і вільновідпущеники. Відомо, що до загонів також входили люмпен-пролетарії, які не мали певних занять і можливо були найманцями. Нарешті були там і раби, яким Клодій обіцяв свободу. Новим було те, що раби брали участь в житті квартальних колегій і зараховувались до озброєних загонів. Звичайно, участь рабів як в загонах, так і в русі Клодія, в цілому, Цицероном свідомо і навіть «зловмисно» перебільшувалося. У промові за Мілона, що з'явилася вже після смерті Клодія, Цицерон зображує ту небезпеку, яка чекала б на державу, якби Клодій став претором: він склав би військо з рабів, за допомогою якого заволодів би державою і приватним майном. Ми не маємо прямих вказівок відносно участі в Клодієвих загонах сільського плебсу, але те, як описував Цицерон проведені Клодієм земельні захоплення, дає можливість припустити наявність якогось контакту і з сільським населенням.
Клодій досяг влади трибуна, спираючись на Юлія Цезаря, з його схвалення проводилися, мабуть, чотири закони, за згодою Цезаря вигнаний був Цицерон, але після того, як Цезар поїхав з Італії, Клодій не залежав від нього і проводив свою політику. Немає жодних вказівок на те, що ворожнеча Клодія з Помпеєм викликала в той час схвалення Цезаря, а в кінці свого трибунату Клодій виступив навіть проти Цезаря, погрожуючи оголосити недійсними його закони під тим приводом, що вони були прийняті всупереч інтерцесії Бібула, який посилався на релігійні заборони.
Клодій на свій розсуд розпоряджався державними справами. Він звільнив із в'язниці Тиграна, сина Тиграна Великого, полоненого Помпеєм. Також втрутився в справи Візантія, впливав на розв'язання єгипетського питання. Клодій відкрито ворогував з Помпеєм; був спійманий озброєний мечем раб Клодія, який пробирався через Форум, щоб убити Помпея. Після цього випадку Помпей замкнувся у себе в будинку, який був обложений клодіанскім загоном на чолі з вільновідпущеником Клодія Даміоном.

## Клодій і Цицерон
Згодом Клодій вигнав з Риму Катона і Цицерона — своїх ворогів і головних натхненників сенату. Підставою для вигнання Цицерона став той самий закон (втім, що продовжив традиції популярів) про магістрата, який допустив смертну кару громадян і не дав їм скористатися правом провокації. Йшла мова про страту катілінаріїв, а тому 11 березня оратор покинув Рим, а 29 квітня  Клодій провів закон, після чого зруйнував і розграбував будинок Цицерона. Катона Молодшого Клодій відправив на Кіпр, щоб приєднати його до володінь римського народу. Прийнято вважати, що це почесне відрядження повинне було позбавити Цезаря і Клодія від неспокійного і непримиренного оптимата — Катона, але самий факт анексії Кіпру перебуває у безсумнівному зв'язку з lex frumentaria Клодія: окупація Кіпру повинна була відшкодувати витрати з безкоштовних роздач хліба. Непохитний Катон, ніколи не йшов на компроміси з тріумвірами, але цього разу виявився цілком здатним піти на компроміс з Клодієм. Ця «співпраця» дала свої плоди: коли пізніше Цицерон запропонував анулювати закони Клодія, Катон виступив проти, посилаючись на свої дії на Кіпрі.
Цицерон повернувся до Риму на шістнадцятому місяці вигнання. Міста, через які він проїжджав, влаштували йому урочисту зустріч. Сам він висловився, що Італія на власних плечах внесла його до Риму. Відразу після повернення він виступив із вдячною промовою перед сенатом і народом. Потім він поставив в сенаті запитання про наділення Помпея особливими повноваженнями для забезпечення міста продовольством (цілком можливо, що ціни на хліб штучно «роздувалися» противниками Клодія).
Цицерон і його прибічники продовжували боротьбу з Клодієм. 29 вересня 57 р. Цицерон поставив колегії понтифіків запитання про незаконність трибунату Клодія і відновлення свого зруйнованого будинку. Процес мав значення як для майнового стану оратора, так і для загального морально-політичного стану справ в Римі. На місці будинку оратора Клодій поставив власний будинок, галерею і статую Свободи, тепер він намагався заважати йому насильницьким шляхом. Цицерона захищали загони Мілона. Колегія понтифіків визнала дії Клодія незаконними і 2 жовтня 57 р. рішенням сенату Цицерон отримав свою ділянку і компенсацію в 2 млн сестерціїв на відновлення будинку. Ще 750 000 він отримав для відновлення садиб в Тускулумі і Формії, також зруйнованих бунтівником.
Цицерон взагалі в ці дні виявляв непритаманну йому активність і рішучість. Так, оточений своїми шанувальниками і прихильниками, він піднявся на Капітолій (правда, вибравши все ж такий день, коли Клодія не було в місті) і зірвав дошки, на яких були записані постанови зборів та укази трибунів, серед яких і закон про його вигнання. Коли ж, дещо пізніше, Клодій виступив зі скаргою, він заявив, що Клодій — патрицій, що народним трибуном він став всупереч законам і тому жодне з його дій або рішень не має законної сили, чим викликав обурення навіть з боку Катона.

## Продовження руху після трибунату
Очолений ним рух, безумовно, виходив за хронологічні рамки самого трибунату. Боротьба Клодія з сенатом і просенаторськими колами тривала і в наступні роки. У 57 р. вона розгорталася головним чином навколо питання про вигнання Цицерона. Клодію був протиставлений народний трибун Тит Анній Мілон. Він, за прикладом Клодія, став створювати збройні загони, використовуючи їх в подальшому для зіткнень і боротьби із загонами Клодія.
У тому ж 57 р. справа зайшла так далеко, що в сутичках на Форумі були поранені народні трибуни, а брат Цицерона Квінт уникнув загибелі, сховавшись серед трупів і прикинувшись мертвим. Як запевняє Плутарх, народ став холонути до Клодія, а Помпей пошкодував про те, що «кинув Цицерона напризволяще». Тож Помпей вирішив використати Мілона і його загони, та під їх тиском в серпні 57 р. був прийнятий на народних зборах закон, що дозволяє вигнанцеві повернутися в Рим. «Сенат, — говорить Плутарх, — якби змагаючись з народом, висловив вдячність містам, які надавали повагу і послуги Цицерону під час вигнання, і розпорядився за рахунок скарбниці відбудувати його будинок і вілли, зруйновані Клодієм».
Однак в кінці 57 р. і на початку 56 р. позиції Клодія знову зміцніли. На 56 році він був обраний едилом.
Користуючись старовинним правом, він вирішив залучити Мілона до суду, звинувачуючи його в насильстві. Помпей, який тільки-що зазнав поразки в сенаті, де йому було відмовлено в дозволі на проектований ним похід до Єгипту, скандально провалився зі спробою захисту Мілона на Форумі. Йому ледве дали закінчити промову, а коли піднявся Клодій і, звертаючись до натовпу, став питати: «Хто морить людей голодом?» — клодіанці хором відповідали: «Помпей» — або на питання: «Хто хоче йти війною на Олександрію?» — знову кричали: «Помпей». На закінчення відбулася чергова озброєна сутичка між клодіанцями і мілоніанцями.

## Завершення руху та смерть Клодія
У квітні 56 року тріумвірами був підписаний Лукський договір. Рішення, прийняті під час цієї зустрічі, були проведені в життя не без зусиль. Помпей і Красс були обрані консулами (до речі, вибори відбувалися із запізненням вже в 55 році) тільки за підтримки збройної сили: так, син Красса, легат Цезаря, привів до народних зборів великий загін солдатів для голосування за батька і за Помпея.
І в 54 і в 53 рр. вуличні заворушення та збройні сутички не припинялися. Підкуп під час передвиборчих кампаній набув таких розмірів, що буквально кожному кандидату погрожував судовий процес. У місті росла анархія, 53 рік почався без вищих магістратів. Саме в цей час починається ослаблення і навіть розпад тріумвірату. У 54 році померла дочка Цезаря і дружина Помпея — Юлія; в 53 р. гине в Парфії Красс; в Галлії спалахує повстання; перед Помпеєм виникає реальна можливість одноосібної диктатури. Всі ці події фактично розірвали троїстий союз.
Наприкінці 53 р. в зв'язку з виборами магістратів анархія ще більше посилилася. Боротьба за консульство йшла між трьома претендентами; одним з них був Мілон. Що стосується Клодія, то в 52 році він виставив свою кандидатуру в претори. Як можна судити на підставі уривчастих відомостей джерел, ним розроблялася нова демократична програма, а також закон про голосування вільновідпущеників. За проектом цього закону вільновідпущеникам надавалося нібито право голосувати не лише в міських, але і в сільських трибах, хто перебував до цих пір повністю з вільнонароджених громадян. Звичайно, подібна реформа відкривала можливість для вчорашніх рабів, нині відпущеників, чинити певний (і більш значний ніж раніше) вплив на результати виборів. Тому не випадково, але як завжди в таких випадках з величезним перебільшенням — Цицерон говорив: «Вдома у нього вже вирізані на мідних дошках закони, які цілком віддають нас нашим рабам».
Передвиборча боротьба йшла і на цей раз за допомогою грошей, підкупів та зброї. На вулицях Риму поновилися сутички між загонами Клодія і Мілона. Під час зіткнення на Священній дорозі дорозі опинився в смертельній небезпеці Цицерон. 52 рік, як і попередній, почався без вищих магістратів — спроба провести консульські вибори закінчилася невдачею, і обидва консули (минувшого року) були поранені. Напруга досягла найвищої точки.
18 січня 52 р. неподалік від Риму, на Аппієвій дорозі, сталася випадкова зустріч Клодія і Мілона. Аппіан розповідає, що вони не звернули одне на одного уваги, але раптово один з рабів Мілона кинувся на Клодія і завдав йому удар кинджалом у спину. Клодій стікав кров'ю, і його перенесли в придорожній готель. Сюди ж з'явився зі своїми людьми Мілон, і вони, мабуть, добили вмираючого.
Коли тіло Клодія було перевезено до Риму і звістка про його смерть поширилася по місту, будинок його був оточений схвильованим натовпом народу. На наступний день труп перенесли на ростру; тут відбулася сходка, на якій виступили з промовами народні трибуни. Потім натовп поніс труп Клодія в Гостілієву курію, щоб надати члену сенаторського стану посмертні почесті, а заодно висловити осуд сенату, який не приймає жодних рішень. Тут з лав і крісел сенаторів було складене вогнище. В результаті згоріла і сама курія, і ряд сусідніх будівель.
Хвилювання в Римі, пов'язані із вбивством Клодія, тривали кілька днів. Вони спалахнули з новою силою, коли в місто повернувся Мілон. У цьому рухові брали участь і раби, хоча Аппіан запевняє, що вони просто скористалися заворушеннями в місті, щоб віддатися грабежу і насильствам.
Мілон був притягнутий до суду. Захист його взяв на себе Цицерон. Проте сенат дуже боявся ексцесів під час самого суду і доручив Помпею не тільки головування, а й організацію охорони та безпеки в місті. Захист цього разу не вдався. Мілон виявився обвинуваченим і вимушеним піти у вигнання; майно його було продане для сплати боргів.
Таким був кінець Клодія, і не тільки самого Клодія, але і очоленого ним, проте абсолютно безперспективного в тій обстановці, руху.